# Volodîmîrivka, Oceac
Volodîmîrivka (în ucraineană Володимирівка) este un sat în comuna Kameanka din raionul Oceac, regiunea Mîkolaiiv, Ucraina.

## Demografie
Componența lingvistică a localității Volodîmîrivka
     Ucraineană (82,32%)
     Rusă (9,39%)
     Română (8,29%)
Conform recensământului din 2001, majoritatea populației localității Volodîmîrivka era vorbitoare de ucraineană (82,32%), existând în minoritate și vorbitori de rusă (9,39%) și română (8,29%).